# Alaimus simplex
Alaimus simplex är en rundmaskart som beskrevs av Nathan Augustus Cobb 1914. Alaimus simplex ingår i släktet Alaimus och familjen Alaimidae. Inga underarter finns listade i Catalogue of Life.